# Antikrist (bok)
Antikrist (originaltitel på tyska Der Antichrist) är en bok av Friedrich Nietzsche som utkom 1895. Den skrevs innan Nietzsches sinnessjukdom inträdde 1889. Det är ett mycket omtalat religionskritiskt verk.